# Het geheim van Mariënburg
Het geheim van Mariënburg is een Surinaamse speelfilm uit 2013 onder regie van Ramdjan Abdoelrahman. Het heeft als Engels titel "Cry of a Cursed Plantation". De film vertelt het verhaal van de suikerrietplantage van Mariënburg en de opstand van 1902.

## Verhaal
De in Nederland studerende Reshna bezoekt haar zieke vader in Suriname. Als haar familie vertelt waardoor haar vader ziek is geworden en dat het te maken heeft met zijn verleden op plantage Mariënburg, gaat ze op onderzoek uit.
Ze komt steeds meer te weten en via flashbacks, wordt de opstand van 1902 getoond. Arme Hindoestaanse en Javaanse boeren werden te werk gezet op de plantage maar werden zeer slecht betaald en na het aantreden van een nieuwe Schotse directeur voor de NHM (Nederlandse Handels Maatschappij) die de vrouwen van de boeren mishandelde en intimideerde werd er in juli 1902 besloten tot staken. Nadat de maatschappij geweld gebruikte waarbij tientallen doden vielen, brak er opstand uit.

## Cast
- Ramdjan Abdoelrahman
- Soenarijo Moestadja
- Enrique Ralim